# ليثودورا فروتيكوسا
ليثودورا فروتيكوسا، أو جرومويل، هي شجرة صغيرة معمرة ذات كثافة متفرعة يبلغ ارتفاعها 15-60 سم. السيقان الصغيرة المنتصبة مغطاة بشعر أبيض قصير، في حين أن سيقانها الأقدم لها لحاء رمادي مقشر وغالبًا ما تكون ملتوية وعارضة. الأوراق البديلة التي يصل طولها إلى 25 مم لها غطاء من الشعر المفلطح، ومع تقدمها في السن، غالبًا ما تظهر عقيدات أو درنات صغيرة بارزة خاصة بالقرب من حوافها المنحنية. الزهور التي يبلغ طولها حوالي 15 ملم، تختلف في اللون من البنفسجي إلى الأزرق الكثيف، مع أنبوب بتلات طويل، وأنابيب كورولا خالية من الشعر من الخارج وشعر خفيف فقط على الجزء الخارجي من فصوص الكورولا. الزهور من مارس إلى مايو. يحتوي الكأس المشعر على 5 فصوص متصلة بالقرب من القاعدة فقط. يصل طول الجوز إلى 4 مم.

## الموطن
تتواجد في الأراضي الجافة، سفوح التلال الصخرية وعادةً على الحجر الجيري.

## التوزيع
فرنسا، البرتغال، إسبانيا، المغرب والجزائر.

## معرض الصور

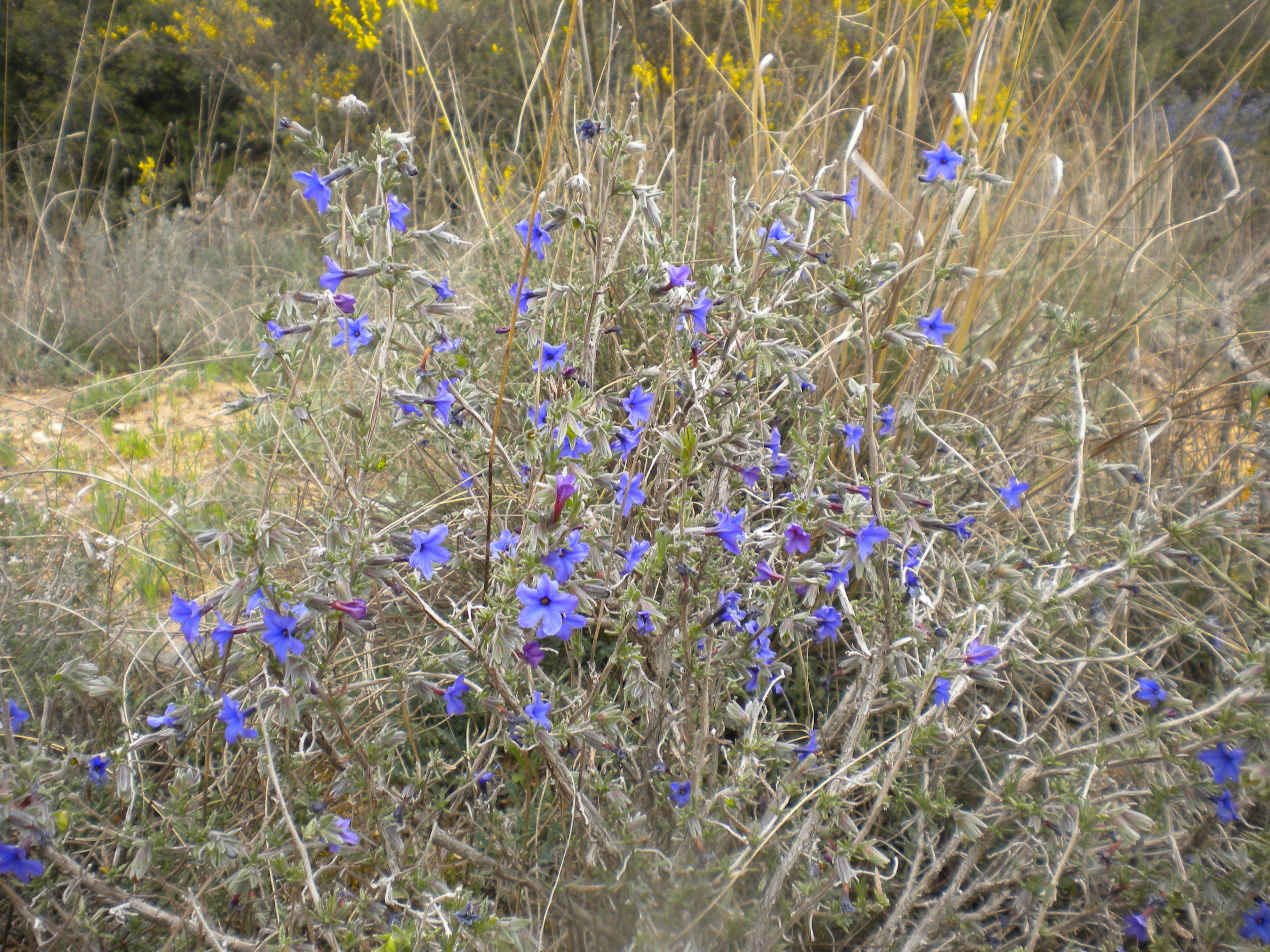
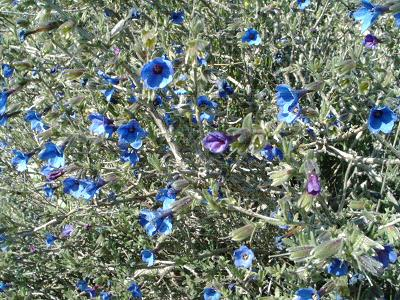
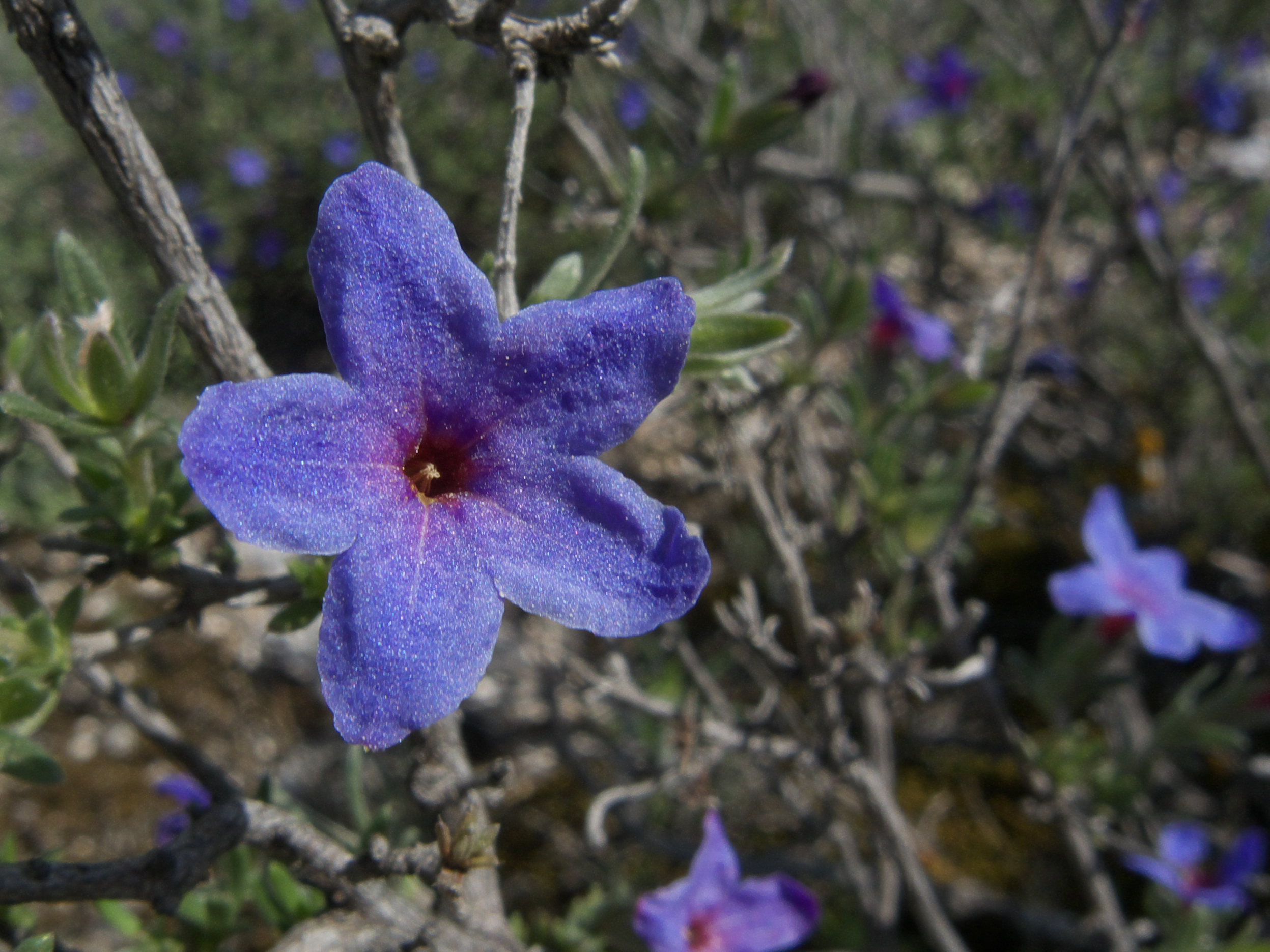

## روابط خارجية
- http://waste.ideal.es/lithodorafruticosa.htm
- http://floressilvestresdelmediterraneo.blogspot.no/2012/12/boraginaceae-lithodora-fruticosa.html
- http://i-natura.blogspot.no/2012/04/lithodora-fruticosa-hierba-de-las-7.html
- https://www.inaturalist.org/taxa/186128-Lithodora-fruticosa
- http://herbarivirtual.uib.es/cas-uv/especie/5881.html
- http://www.ecured.cu/index.php/Archivo:Hierba_de_las_siete_sangrías.jpg
- http://crdp.ac-besancon.fr/flore/Boraginaceae/ESPECES/lithodora_fruticosa.htm
- http://www.hipernatural.com/es/plthierba_7sangrias.html
- https://www.flickr.com/photos/sveineriklarsen/14142470292/
- http://davesgarden.com/guides/pf/go/192123/